# Ilumina tu vida
Ilumina Tu Vida es el álbum debut de la cantante Mexicana de pop latino Yuri.  Julio Jaramillo produce su primer disco que incluye la versión en castellano de You light up my life (Tú iluminas mi vida) de la cantante estadounidense Debby Boone. Sin embargo, el disco no obtiene el éxito anhelado.

## Antecedentes
En el año de 1977, durante una presentación del grupo Yuri y La Manzana Eléctrica, un ejecutivo de Discos Gamma descubre el potencial de la cantante y le propone a Yuri grabar su primer álbum en solitario.
Yuri, con apenas 13 años, entra al estudio y graba el sencillo Tú Iluminas mi Vida que es la versión de la canción You light up my life de la cantante estadounidense Debby Boone. Al grabarla, Discos Gamma decide sacar esta canción inicialmente como sencillo, antes de terminar de grabar el álbum completo; por lo tanto, antes de terminar el año de 1977, se lanza comercialmente el sencillo Tú Iluminas mi Vida, en el cual se encontraba la canción mencionada en el lado "A" y en el lado "B" se encontraba la canción La balada del Vagabundo", misma que no es considerada para aparecer en el disco de larga duración.
Para inicios de 1978, sale a circulación el Long Play oficial llamado Ilumina Tu Vida, convirtiéndose así en el álbum debut de la cantante.

## Realización y promoción
Yuri comienza la promoción de este álbum en programas de televisión como Siempre en domingo y En familia con Chabelo. Ese mismo año participó en la película Milagro en el circo donde actuó junto al payaso Cepillín quien gozaba de bastante fama en aquel entonces, y en la misma canta el sencillo "Las Cosas Bonitas del Amor" de este disco.

## Lista de canciones
| Pista | Título                                     | Autor(es)                                 | Duración |
| ----- | ------------------------------------------ | ----------------------------------------- | -------- |
| 01    | Tu Iluminas mi Vida (You light up my life) | Joe Brooks; Adapt.: Irasema               | 3:25     |
| 02    | Las Cosas Bonitas del Amor                 | Rossana Rosas                             | 2:56     |
| 03    | Espinita                                   | Nico Jiménez                              | 2:45     |
| 04    | Así (Alone)                                | Morly Kraft, Selma Kraft, Adapt.: Irasema | 2:30     |
| 05    | Cantar, Reír y Silbar                      | Pedro Lacorte                             | 2:45     |
| 06    | Soñando (Dreaming)                         | B. de Vorzon, T. Ellis, Adapt.: Irasema   | 2:30     |
| 07    | Nos Pertenecemos (We Belong Together)      | R. Carr, J. Mitchel                       | 2:35     |
| 08    | Hoy Todo es Amor                           | Mario Alberto                             | 2:38     |
| 09    | Qué Haremos el Domingo                     | Alfonso Mario Montaño Olea                | 3:05     |
| 10    | Suave Tristeza                             | Oscar Gómez Díaz                          | 2:50     |